# لويس كورتيس (لاعب كرة قدم)
لويس كورتيس (بالإسبانية: Lluís Cortés)‏ هو لاعب كرة قدم ومدرب كرة قدم إسباني، ولد في 8 أكتوبر 1986 في لاردة في إسبانيا.